# Лондонское совещание шести держав
Лондонское совещание шести держав 1948 года — конференция, состоявшаяся в Лондоне с участием трёх западных оккупационных держав (Великобритания, США и Франция) и стран Бенилюкса (Бельгия, Нидерланды и Люксембург) как непосредственных соседей Западной Германии, подготовившая образование Федеративной Республики Германия. СССР на конференцию не приглашался.
Переговоры в рамках Лондонского совещания проходили в период с февраля по июнь 1948 года в два раунда: с 23 февраля по 6 марта и с 20 апреля по 2 июня. Лондонское совещание ставило своей целью установление основ, на которых демократическая Германия войдёт в мировое сообщество, которые подразумевали в первую очередь создание на территории западных зон оккупации федеративного и демократического немецкого государства. Для реализации этой задачи премьер-министры земель были уполномочены созвать учредительный Парламентский совет.
Союзники и государства Бенилюкса наделили этот орган правом разработки конституции, установив при этом ограничения (запрет на оружие массового уничтожения и тяжёлое вооружение, а также военное вмешательство в дела советской зоны оккупации Германии). В ответ на решения конференции Советский Союз прекратил участие в работе Контрольного совета.
На Лондонском совещании были приняты Франкфуртские документы, представляющие собой рекомендации глав оккупационных властей в западных зонах оккупации девяти премьер-министрам федеральных земель и бургомистрам Бремена и Гамбурга относительно образования западногерманского государства и Лондонские рекомендации, адресованные правительствам шести стран-участниц Лондонского совещания. Франция согласилась с решениями Лондонского совещания при условии отделения Саара и его экономической привязки к Франции, а также международного контроля над Рурским регионом. В период между раундами переговоров главы военных администраций заявили о присоединении их зон оккупации к Программе восстановления Европы (плану Маршалла).